# Nordre Aker

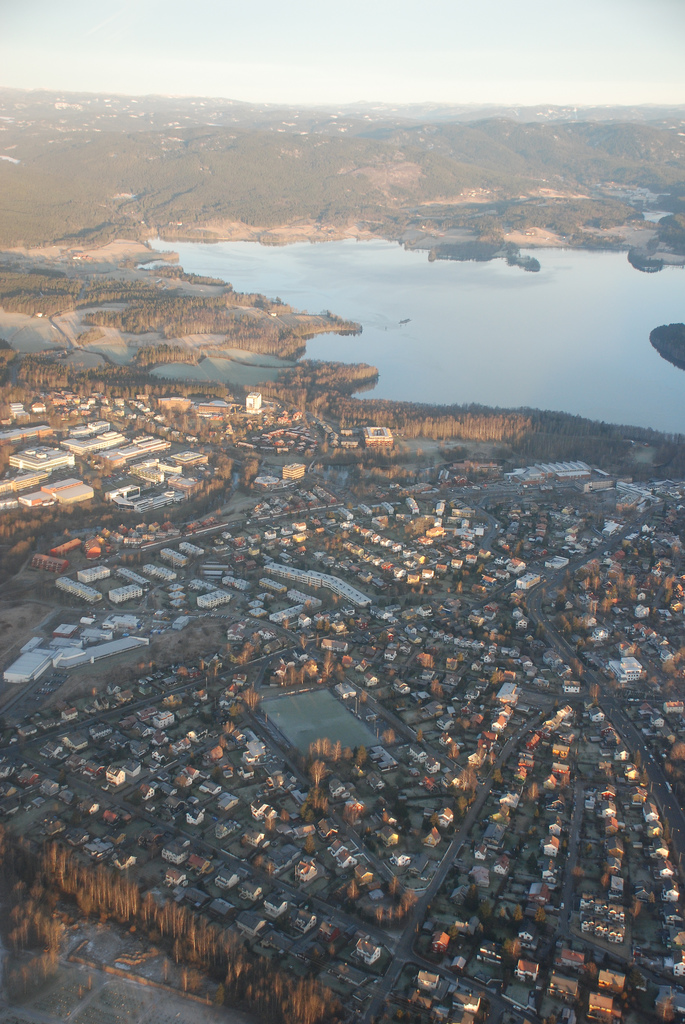
Nordre Aker

Nordre Aker är en administrativ stadsdel (bydel) i Oslo kommun, Norge med 52 327 invånare (2020) på en yta av 13,6 km².

## Kommunikationer

### Tunnelbana
Följande stationer i Oslos tunnelbana ligger i stadsdelen
- Blindern stasjon
- Forskningsparken stasjon
- Ullevål stadion stasjon
- Berg stasjon
- Tåsen stasjon
- Østhorn stasjon
- Holstein stasjon
- Kringsjå stasjon
- Sognsvann stasjon

## Attraktioner
- Ullevaal Stadion, nationalarena för Norges herrlandslag i fotboll
- Sognsvann, insjö
- Nordmarka, friluftsområde